# Базарівка
База́рівка — село в Україні, в Овруцькій міській територіальній громаді Коростенського району Житомирської області. Кількість населення становить 64 особи (2001).

## Населення
В кінці 19 століття в селі проживало 98 мешканців, дворів — 14, у 1906 році налічувалося 117 жителів, дворів — 15.
Кількість населення, станом на 1923 рік, становила 143 особи, кількість дворів — 28.
Відповідно до результатів перепису населення СРСР, кількість населення, станом на 12 січня 1989 року, становила 89 осіб.
Станом на 5 грудня 2001 року, відповідно до перепису населення України, кількість мешканців становила 64 особи.

## Історія
В кінці 19 століття — село Норинської волості Овруцького повіту, за 9 верст південно-західніше Овруча.
У 1906 році — сільце Норинської волості (3-го стану) Овруцького повіту Волинської губернії. Відстань до повітового центру, міста Овруч, становила 5 верст, до волосного центру, містечка Норинськ — 10 верст. Найближче поштово-телеграфне відділення розташовувалося в Овручі.
Станом на 1923 рік — у складі Велико-Фосенської волості Овруцького повіту. У 1923 році увійшло до складу новоствореної Гошівської сільської ради, котра, від 7 березня 1923 року, стала частиною новоутвореного Овруцького району Коростенської округи. Відстань до районного центру, м. Овруч, 8 верст, до центру сільської ради, с. Гошів, пів версти. В 1941-43 роках підпорядковувалось Базарівській сільській управі.
23 липня 1991 року, відповідно до постанови Кабінету Міністрів Української РСР № 106 «Про організацію виконання постанов Верховної Ради Української РСР…», село віднесене до зони гарантованого добровільного відселення (третя зона) внаслідок аварії на Чорнобильській АЕС.
13 квітня 2017 року село увійшло до складу Овруцької міської територіальної громади Овруцького району Житомирської області. 19 липня 2020 року, разом з громадою, включене до складу новоствореного Коростенського району Житомирської області.